# Jueves Negro
Jueves negro e viernes de luto são nomes que receberam uma série de manifestações políticas violentas que ocorreram na quinta-feira, 24 de julho, e na sexta-feira, 25 de julho de 2003, respectivamente, na Cidade da Guatemala, perpetradas por simpatizantes da Frente Republicana Guatemalteca e do seu candidato presidencial, Efraín Ríos Montt.

## Contexto

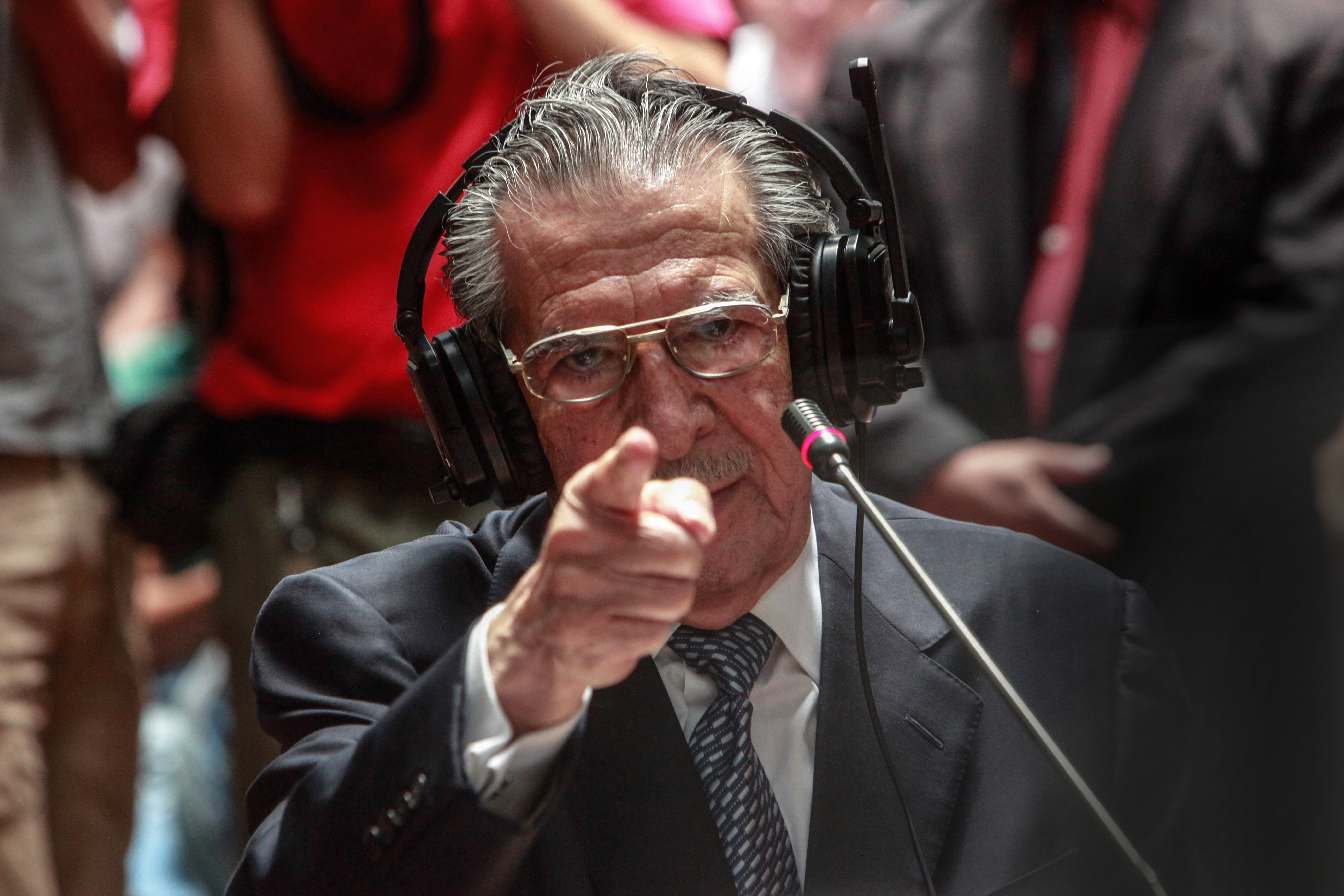
Ríos Montt em setembro de 2013.

Em maio de 2003, o partido político Frente Republicana Guatemalteca (FRG) escolheu o ex-ditador militar Efraín Ríos Montt como seu candidato às eleições gerais de 2003. No entanto, sua candidatura foi inicialmente rejeitada pelo Tribunal Supremo Eleitoral e por dois tribunais inferiores, por uma proibição constitucional que impede ex-golpistas de aspirarem à presidência. Em 14 de julho de 2003, a Corte Constitucional, cujos integrantes haviam sido eleitos pela Frente Republicana Guatemalteca, aprovou sua candidatura à presidência, argumentando que os termos da Constituição de 1985 não poderiam ser aplicados retroativamente.
No entanto, em 20 de julho, a Corte Suprema de Justiça suspendeu sua campanha presidencial e concordou em ouvir uma denúncia apresentada pela Unidade Nacional da Esperança e pelo Movimento Reformador, indicando que Ríos Montt estava constitucionalmente impedido de concorrer à presidência do país. No dia seguinte, 21 de julho, Ríos Montt, juntamente com os líderes da FRG e sua filha Zury Ríos, denunciou a decisão como "manipulação judicial" e, em um discurso de rádio, chamou indiretamente seus seguidores a se rebelarem, e advertiu que ele e seu partido não seriam responsabilizados caso os protestos saíssem do controle.

## Desenrolar
Em 24 de julho, dia conhecido como jueves negro (Quinta-feira Negra), milhares de simpatizantes da FRG mascarados invadiram as ruas da Cidade da Guatemala, armados com machetes, porretes e revólveres. O partido os havia transportado de ônibus de todo o país em meio a alegações de que pessoas que trabalhavam em municípios controlados pela FRG estavam sendo chantageadas com demissão caso não comparecerem à manifestação. Os manifestantes bloquearam o tráfego, gritavam palavras de ordem ameaçadoras e brandiam seus machetes.
Foram liderados por conhecidos militantes da FRG, incluindo o deputado Jorge Arévalo Valdez, que foi fotografado pela imprensa no início da manhã enquanto coordenava as ações, e uma secretária de Zury Ríos. Um meio de comunicação cita pelo menos três fontes ligadas a FRG, que asseguram que Zury Ríos foi "responsável por dirigir" os protestos. Os manifestantes marcharam pelos tribunais, sedes dos partidos da oposição e jornais, incendiando prédios, atirando nas janelas e queimando carros e pneus nas ruas. Um jornalista de televisão, Héctor Ramírez, interveio para tentar salvar um colega que estava sendo agredido por manifestantes e estava prestes a ser linchado; Ramírez posteriormente morreu de infarto enquanto fugia da multidão. A situação estava tão caótica no fim de semana que tanto a missão das Nações Unidas quanto a embaixada dos Estados Unidos foram fechadas. Um diplomata estadunidense disse em uma emissora nacional: "Isso é algo perfeitamente organizado. A Frente Republicana Guatemalteca e o Governo são responsáveis pela perturbação da ordem pública". A Polícia Nacional Civil não agiu para conter os atos de vandalismo, nem tentaram resgatar as mais de 900 pessoas que estavam confinadas em um prédio de propriedade do empresário Dionisio Gutiérrez, um crítico ferrenho de Ríos Montt.
Após os tumultos, a Corte Constitucional revogou a decisão da Corte Suprema, confirmando a afirmação de Ríos Montt de que a proibição de golpistas, formalizada na Constituição de 1985, não poderia ser aplicada retroativamente a atos anteriores a essa data. Muitos guatemaltecos expressaram indignação com a decisão do tribunal. A comunidade internacional e os partidos da oposição condenaram as manifestações, chamando-as de "ataque à democracia".
Especialistas em direito jurídico na Guatemala coincidiram que os líderes da Frente Republicana Guatemalteca e seus manifestantes podem ter cometido até 34 crimes, enquanto o governo guatemalteco pode ter incorrido em doze delitos.
O presidente francês Jacques Chirac expressou preocupação com a inscrição de Ríos Montt.

## Impacto
O general Ríos Montt passou a ocupar o terceiro lugar na eleição presidencial de novembro, atrás de Álvaro Colom e Óscar Berger.
Foram apresentadas acusações criminais contra sete membros da FRG por seu papel em incitar o motim e o homicídio de Ramírez: o próprio Ríos Montt; Ingrid Elaine Argueta Sosa, sua sobrinha; Waleska Sánchez Velásquez, secretária de Zury Ríos; Jorge Arévalo, deputado do Congresso; e Raúl Manchamé Leiva, ex-diretor da Polícia Nacional Civil. As acusações contra o general Ríos Montt foram arquivadas em janeiro de 2006. A única pessoa condenada foi o ex-diretor da Polícia Nacional Civil.